# Кируи, Питер
Питер Черуйот Кируи — кенийский легкоатлет, который специализируется в беге на длинные дистанции. Занял 6-е место на чемпионате мира 2011 года на дистанции 10 000 метров. Пытался отобраться на чемпионат мира в Москве, но на чемпионате Кении занял лишь 12-е место в беге на 10 000 метров.
На Берлинском марафоне 2011 года был пейсмейкером до отметки 30 километров, которую он пересек с результатом 1:27.38. Этот результат мог бы стать мировым рекордом, но так как он бежал не полный марафон, рекорд был записан на Патрика Макау, который пересек отметку 30 километров вплотную с Кируи. В 2011 году занял 6-е место на Франкфуртском марафоне, показав время 2:06.31.
На Играх Содружества 2014 года занял 4-е место на дистанции 10 000 метров. 10 августа на чемпионате Африки 2014 года занял 6-е место на дистанции 10 000 метров — 28.34,48.

## Достижения
- 2010:  Берлинский полумарафон — 1:00.17
- 2012:  Нью-Йоркский полумарафон — 59.39
- 2013:  Боготинский полумарафон — 1:04.48
- 2014:  Пражский полумарафон — 59.22